# Idaecamenta
Idaecamenta är ett släkte av skalbaggar. Idaecamenta ingår i familjen Melolonthidae.
Kladogram enligt Catalogue of Life:
| Idaecamenta | \| \| Idaecamenta brevipes \| \| \| \| \| \| Idaecamenta eugeniae \| \| \| \| \| \| Idaecamenta jucunda \| \| \| \| |
|             | \| \| Idaecamenta brevipes \| \| \| \| \| \| Idaecamenta eugeniae \| \| \| \| \| \| Idaecamenta jucunda \| \| \| \| |
|             | Idaecamenta brevipes                                                                                                |
|             | |
|             | Idaecamenta eugeniae                                                                                                |
|             | |
|             | Idaecamenta jucunda                                                                                                 |
|             | |